# Vilhelm Thomsen

Vilhelm Thomsen

Vilhelm Ludwig Peter Thomsen (* 25. Januar 1842 in Kopenhagen; † 12. Mai 1927 ebenda) war ein dänischer Sprachforscher.

## Leben und wissenschaftliches Wirken
Vilhem Thomsen war ein Sprachforscher, der sich in gleicher Weise für die indogermanische Sprachfamilie interessierte wie für die finno-ugrischen Sprachen. Er wurde 1869 Privatdozent, 1871 außerordentlicher und 1887 ordentlicher Professor der vergleichenden Sprachwissenschaften an der Universität Kopenhagen. Er bekleidete seine Professur bis 1913. Im akademischen Jahr 1901/02 amtierte er als Rektor der Universität. 1876 bis 1892 war er ferner Hauptredakteur der Nordisk Tidskrift for Filologi.
1893 gelang ihm die Entzifferung des Alphabets der alttürkischen sogenannten Orchon-Runen. Drei Jahre später veröffentlichte und interpretierte er die beiden damals bekannten Orchontexte. Er erschloss damit eine Sprache, die um mehrere Jahrhunderte älter war als alle bisher bekannten türkischen Inschriften.
Die Königlich Niederländische Akademie der Wissenschaften nahm ihn 1898 als auswärtiges Mitglied auf. 1901 wurde er zum auswärtigen Mitglied der Göttinger Akademie der Wissenschaften gewählt. Seit 1904 war er korrespondierendes Mitglied der Bayerischen Akademie der Wissenschaften. 1894 wurde er korrespondierendes Mitglied der Russischen Akademie der Wissenschaften in Sankt Petersburg und 1909 auswärtiges Mitglied der Académie des Inscriptions et Belles-Lettres in Paris. Für seine wissenschaftlichen Leistungen wurde er am 24. Januar 1911 durch seine Aufnahme in den preußischen Orden Pour le Mérite für Wissenschaft und Künste als ausländisches Mitglied geehrt. 1912 wurde er mit dem dänischen Elefanten-Orden geehrt und war damit der erste bürgerliche Ordensträger des 20. Jahrhunderts.

## Veröffentlichungen (Auswahl)
- Den gotiske Sprogklasses Indflydelse paa den Finske. Kopenhagen 1869.
  - Deutsch: Über den Einfluss der germanischen Sprachen auf die finnisch-lappischen. Übersetzt von Eduard Sievers. Halle 1870
- The relations between ancient Russia and Scandinavia, and the origin of the Russian state. Oxford / London 1877.
  - Deutsch: Der Ursprung des russischen Staates. Übersetzt von Ludwig Bornemann. Gotha 1879 (archive.org).
- Berøringer mellem de finske og de baltiske (litauisk-lettiske) Sprog. Kopenhagen 1890.
- Déchiffrement des inscriptions de l’Orkhon et de l’Iénisséi. Notice préliminaire. In: Bulletin de l’Academie Royale du Danemark. 1893, S. 285–299 (archive.org).
- Inscriptions de l’Orkhon déchiffrées (= Suomalais-ugrilaisen seuran toimituksia Bd. 5). Imprimerie de la Société de Littérature Finnoise, Helsingfors 1896 (archive.org).
- Sprogvidenskabens Historie. Kopenhagen 1902.
  - Deutsch: Geschichte der Sprachwissenschaft bis zum Ausgang des 19. Jahrhunderts. Übersetzt von Hans Pollak. Halle 1927; Nachdruck (= Forum linguisticum Band 18). Lang, Frankfurt/M. 1979, ISBN 3-261-02203-5.
- Videnskabens faelessprog. Kopenhagen 1905.
- Turcica. Ètudes concernant l’interprétation des inscriptions turques de la Mongolie et de la Sibérie. Helsingfors 1916 (archive.org).
- Alttürkische Inschriften aus der Mongolei. In: Zeitschrift der Deutschen Morgenländischen Gesellschaft, Band 78, 1924, S. 121–175 (archive.org).